# Snaefell
Snaefell (Manx: Sniaul) is een berg op het Isle of Man. De top van de Snaefell is het hoogste punt van het eiland. De Sneafell is 2036 feet ofwel 621 meter hoog. De naam van de berg komt uit het Oudnoors en betekent "sneeuwheuvel". Er is ook een andere berg met bijna dezelfde naam, Snæfell op IJsland.
Het Isle of Man ligt bijna in het midden van de Britse eilanden, daarom is het mogelijk om bij goed weer tegelijkertijd Engeland, Schotland, Ierland en Wales vanaf de top van Snaefell te zien. Daarom wordt wel gezegd dat men vanaf de Snaefell zes koninkrijken kan zien: het Isle of Man zelf, Engeland, Schotland, Ierland, Wales en het hemelse rijk. Soms wordt ook het rijk van Neptunus, de zee dus, aan het lijstje toegevoegd.

## Bereikbaarheid

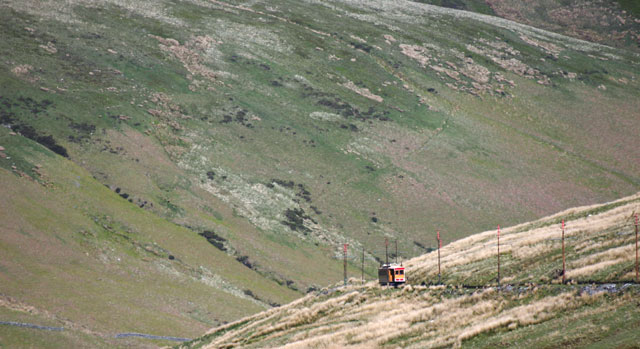
Snaefell Mountain Railway

De Snaefell kan via verschillende wegen worden bereikt. De autoweg A18, ook Snaefell Mountain Road genoemd, passeert de helling van de berg. De bergspoorweg Snaefell Mountain Railway verbindt de top van de berg met het dorp Laxey.

## Geschiedenis

### Hoogtemeting
De eerste hoogtemeting van Sneafell vond plaats op 10 juli 1702. De lokale bisschop Wilson gebruikte een barometer om aan de hand van het luchtdrukverschil de hoogte te bepalen. Volgens zijn metingen was de top 560 yard (512 meter) hoog.
Op de kaart van eiland, die door de Britse marineofficier Peter Fannin in 1798 opgesteld werd wordt de hoogte van 580 yard (530 meter) vermeld. Op de geologische kaart uit 1814 wordt 2000 feet (610 meter) als de berghoogte opgegeven. Tijdens de driehoeksmeting van 1868 werd uiteindelijk de hoogte van 2034 feet (620 meter) vastgesteld.

### Toerisme
Al in het midden van de 19e eeuw was Snaefell een populaire picknickbestemming. In de reisgids uit 1861 (Leech’s Guide and Directory of the Isle of Man, its Scenery, History, Popular Customs, &c) wordt een heel hoofdstuk aan de berg gewijd. Het toerisme nam pas echter hoge vlucht in 1895, toen de spoorlijn naar de bergtop werd voltooid. Op de top aangekomen konden de toeristen speciale ansichtkaarten kopen bij de gids. Om de kaarten vervolgens te versturen stond er een brievenbus opgesteld.
Tegenwoordig zijn er op de toppunt van Snaefell een café (Summit Cafe) en een hotel (Summit Hotel) te vinden.

#### Circuits
Als sinds het begin van de auto- en motorsport maken de flanken van de Snaefell deel uit van een stratencircuit, met name het deel A18 Snaefell Mountain Road tussen Ramsey en Douglas. Al in 1904 werd daar met auto's geracet op de toen nog 84 km lange Highroads Course. In 1906 werd het circuit ingekort tot 60 km en kreeg het de naam "Four Inch Course". Motorfietsen konden toen de steile hellingen nog niet nemen en verschenen pas in 1911, toen de Isle of Man TT verhuisde van de St John's Short Course naar de Four Inch Course, die vanaf dat moment "Snaefell Mountain Course" ging heten. Vanaf 1923 werd daar ook de Manx Grand Prix verreden. Met name de Isle of Man TT is een grote toeristentrekker van het eiland Man.

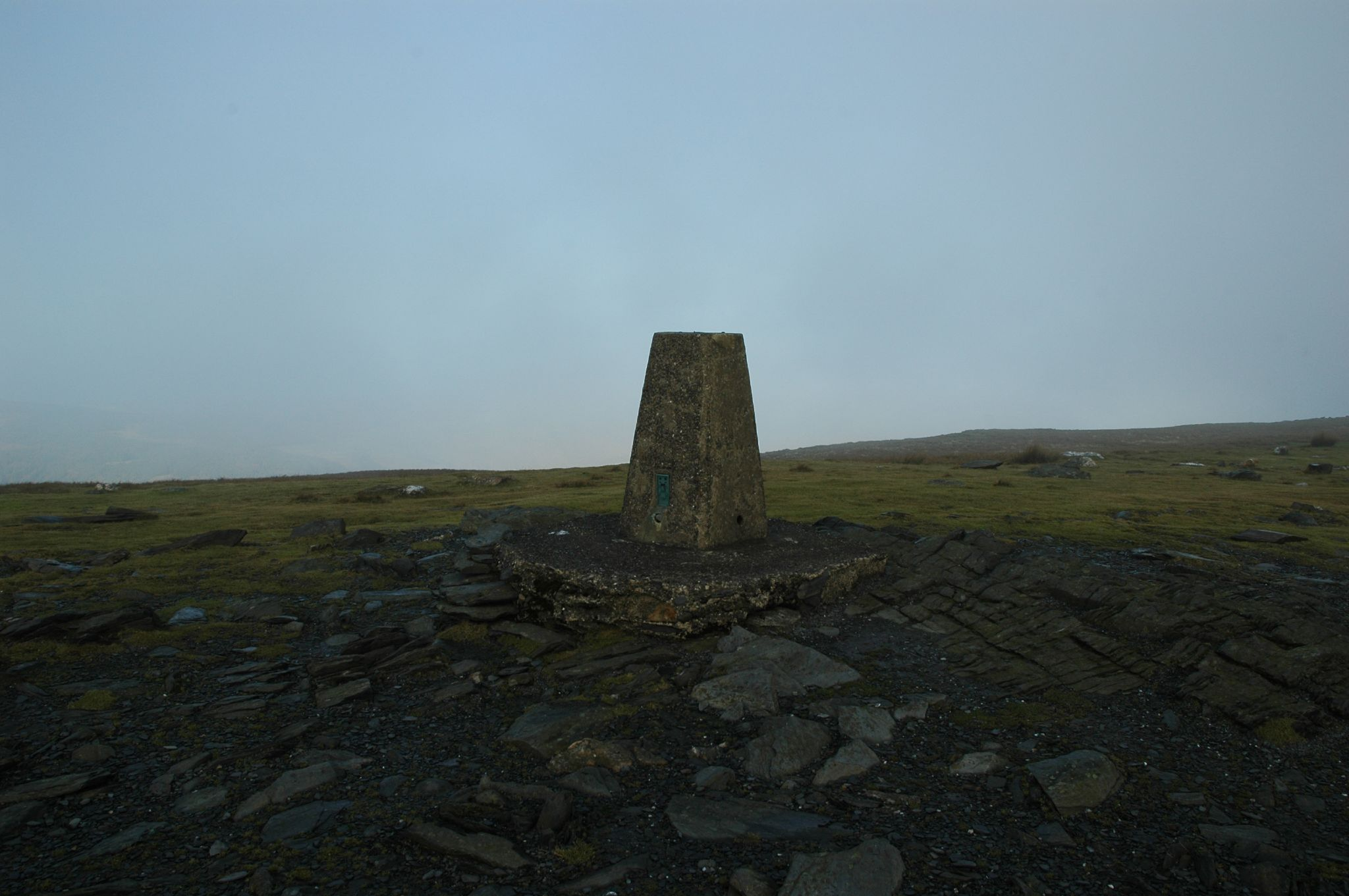
Bergtop
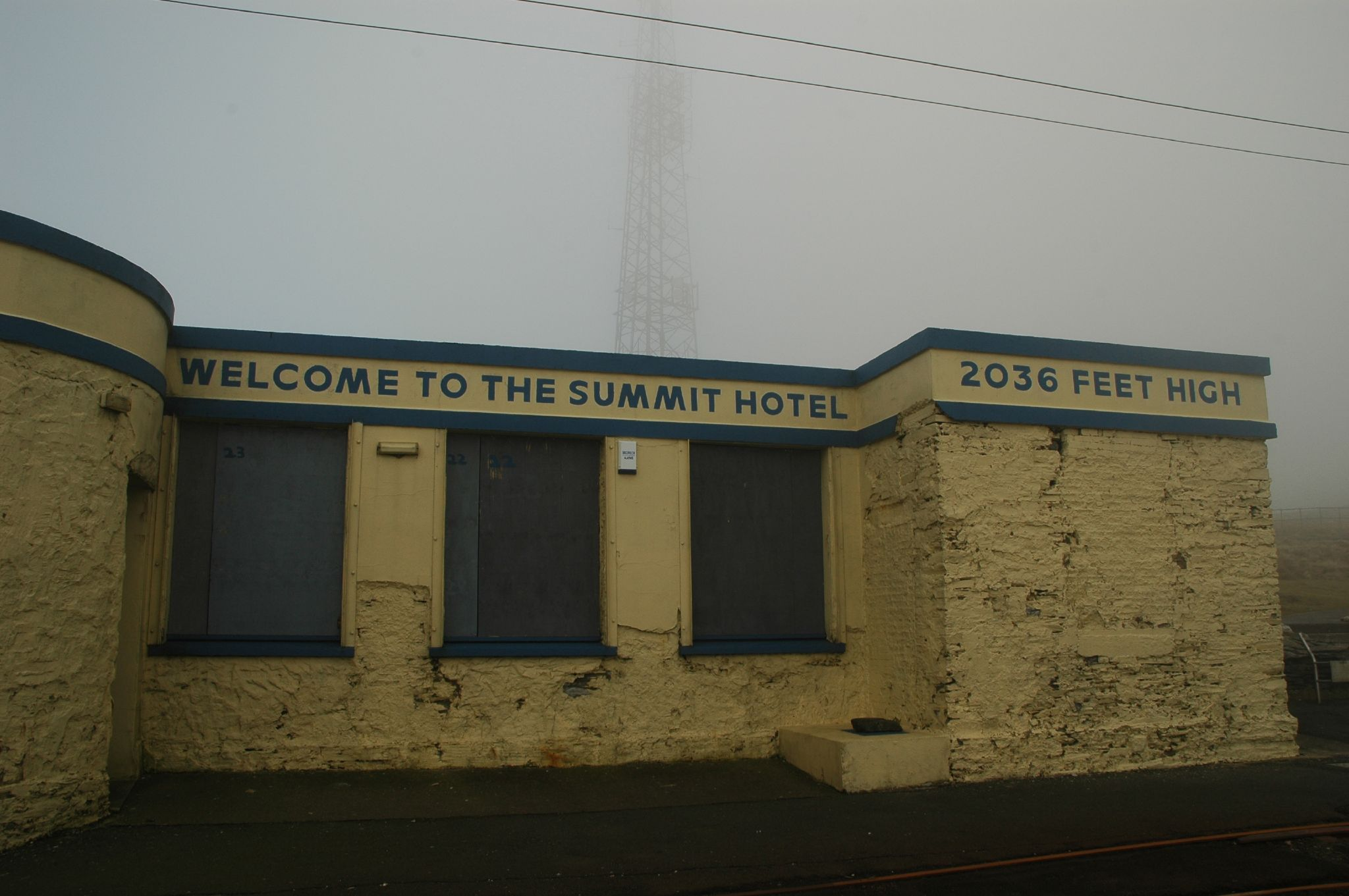
Summit hotel